# Glogovica (Zaječar)
Pour les articles homonymes, voir Glogovica.

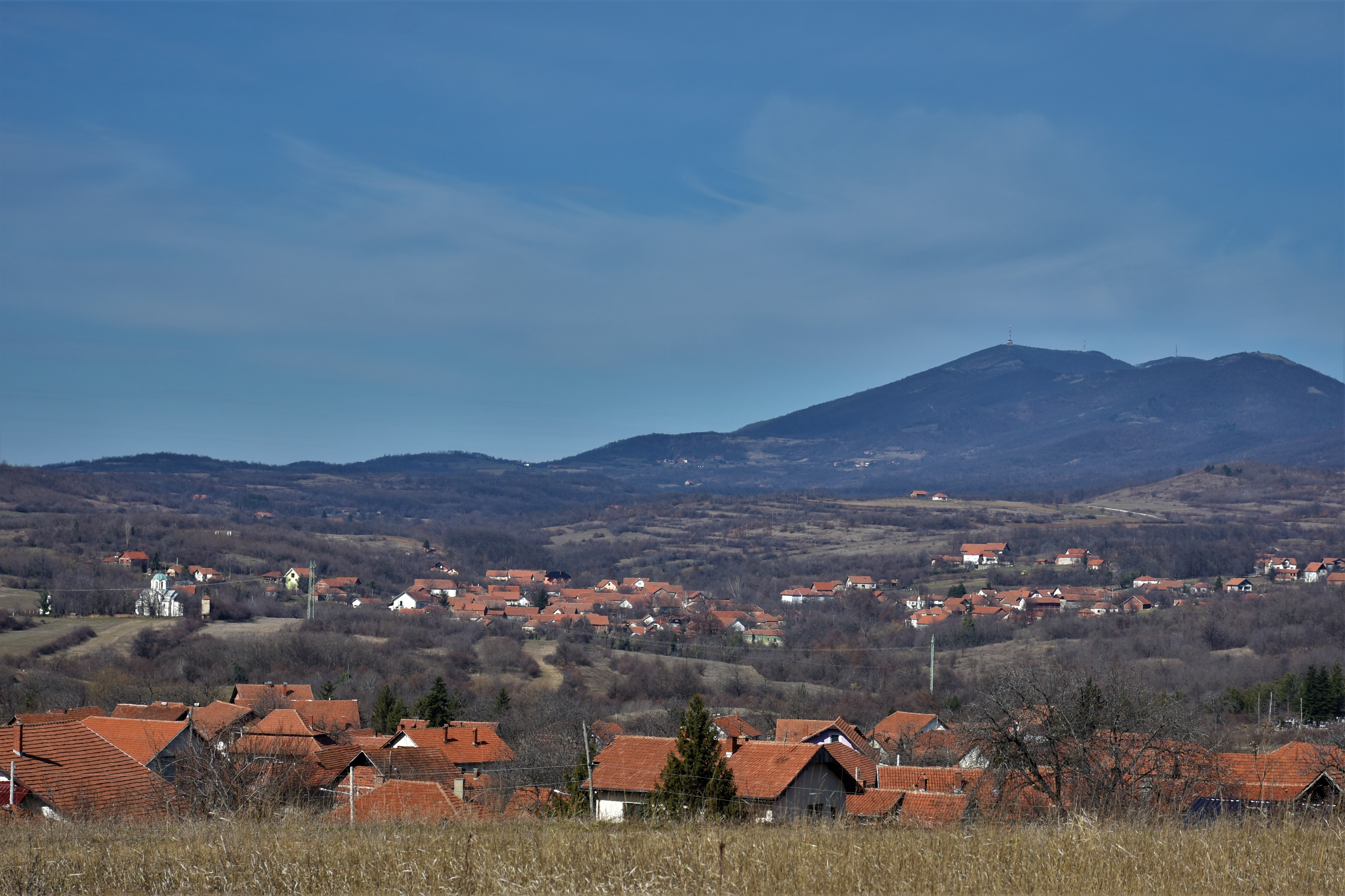

Glogovica (en serbe cyrillique : Глоговица) est un village de Serbie situé sur le territoire de la ville de Zaječar, district de Zaječar. Au recensement de 2011, il comptait 383 habitants.

## Démographie

### Évolution historique de la population
| 1948  | 1953 | 1961 | 1971 | 1981 | 1991 | 2002 | 2011 |
| ----- | ---- | ---- | ---- | ---- | ---- | ---- | ---- |
| 1 023 | 973  | 930  | 867  | 762  | 604  | 484  | 383  |

|  |